# Ioan Cristescu
Ioan Cristescu a fost un comandor român, care a deținut funcția de comandant al Flotei Române între 1948 și 1949. 

## Biografie
Comandorul Ioan Cristescu a deținut funcția de șef al Statului Major al Marinei Militare Române în perioada 15 decembrie 1948 - 25 august 1949.